# Freudenstadt
Freudenstadt – powiatowe miasto uzdrowiskowe w Niemczech, w kraju związkowym Badenia-Wirtembergia, w rejencji Karlsruhe, w regionie Nordschwarzwald, siedziba powiatu Freudenstadt, oraz wspólnoty administracyjnej Freudenstadt. Leży w Schwarzwaldzie, nad Murg i Glatt, ok. 70 km na południowy zachód od Stuttgartu. W mieście krzyżują się drogi krajowe B28, B294 i B462.
Podczas II wojny światowej Freudenstadt zostało zniszczone dopiero w końcowej fazie, przez nacierające wojska francusko-marokańskie 1. Armii Francuskiej. Zniszczeniu uległo niemal 600 budynków. Przez pierwsze dni po zajęciu dochodziło do masowych gwałtów na mieszkankach.
Śródmieście zostało odbudowane w latach 1949-1954 według projektu Ludwiga Schweizera, który w przeciwieństwie do wielu odbudowywanych po wojnie miast, pod względem urbanistyki i architektury bezpośrednio odwoływał się do założeń projektu Heinricha Schickhardta z 1599.
W mieście rozwinął się przemysł maszynowy.

## Współpraca
Miejscowości partnerskie:
- Courbevoie, Francja
- Heide, Szlezwik-Holsztyn
- Łowecz, Bułgaria
- Männedorf, Szwajcaria
- Schöneck/Vogtl., Saksonia
- Tomaszów Lubelski, Polska